# Josée Blanchette
Pour les articles homonymes, voir Blanchette.
Josée Blanchette (née le 30 mars 1963 à Montréal) est une animatrice et chroniqueuse québécoise. Journaliste au journal Le Devoir depuis 1984, elle publie depuis plusieurs années dans ce journal la section Zeitgeist de l'édition du vendredi. Elle a également collaboré à l'émission radiophonique C'est bien meilleur le matin et animé plusieurs émissions diffusées à la Télévision de Radio-Canada, Télé-Québec et Canal Vie. Depuis 2005, elle tient un blogue hébergé par le magazine Châtelaine.

## Biographie
À l'adolescence, Josée Blanchette s'intéresse à la philosophie et au bouddhisme.

### Vie personnelle
Elle a un fils né en octobre 2003.

## Honneurs et distinctions
- 1999 : Prix Jules-Fournier décerné par le Conseil de la langue française[8]
- 2014 : Prix Judith-Jasmin (Opinion) décerné par la FPJQ[9].